# Barry Thomas
Barry Thomas (* 8. Juni 1932; † 4. Oktober 2017 in Sandpoint, Idaho) war ein Tontechniker und Tonmeister.

## Leben
Thomas begann seine Karriere im Filmstab 1958 zunächst als Kabelhilfe, später war er Tonassistent, bevor er 1967 beim Fernsehen erstmals als Mischtonmeister tätig war. Er wechselte im Laufe seiner Karriere zwischen Film und Fernsehen; so wirkte er einerseits an Fernsehserien wie Invasion von der Wega, Unsere kleine Farm und Melrose Place, andererseits an Hollywood-Blockbustern wie Ein Mann für gewisse Stunden, Der einzige Zeuge und Rocky V.
1979 war er für Terrence Malicks Drama In der Glut des Südens zusammen mit John Wilkinson, Robert W. Glass Jr. und John T. Reitz für den Oscar in der Kategorie Bester Ton nominiert, die Auszeichnung ging in diesem Jahr jedoch an Michael Ciminos Antikriegsfilm Die durch die Hölle gehen.

## Filmografie (Auswahl)
- 1970: Das Wiegenlied vom Totschlag (Soldier Blue)
- 1972: Auf leisen Sohlen kommt der Tod (Fuzz)
- 1973: Asphalt-Blüten (Scarecrow)
- 1974: Klauen wir gleich die ganze Bank (Bank Shot)
- 1976: Mister Universum (Stay Hungry)
- 1978: In der Glut des Südens (Days of Heaven)
- 1980: Supersound und flotte Sprüche (Can’t Stop the Music)
- 1980: Ein Mann für gewisse Stunden (American Gigolo)
- 1985: Der einzige Zeuge (Witness)
- 1989: Karate Kid III – Die letzte Entscheidung (The Karate Kid, Part III)
- 1990: Rocky V

## Nominierungen (Auswahl)
- 1979: Oscar-Nominierung in der Kategorie Bester Ton für In der Glut des Südens